# NGC 68

NGC 68

NGC 68 هي مجرة محدبة، وعضو مركزي في مجموعة NGC 68، حيث تقع في كوكبة المرأة المسلسلة.
اكتشفت المجرة بتاريخ 11 سبتمبر 1784 من قبل ويليام هيرشيل والذي لاحظ مجموعة NGC 68 كمجموعة واحدة هي "باهتة جدا، كبيرة، تشمل على 3 أو 4 نجوم"، وبحلول الوقت بحث دراير في المجرات من أجل إضافة NGC إلى القائمة، ومع ذلك، فقد كان قادرا على القول بأن المجرة الوحيدة التي لاحظها هيرشيل كانت في الواقع 3 مجرات مجاورة لبعضها البعض، مما أدى إلى فهرستها بـ NGC 68، NGC 70، NGC 71.